# Gęsia Szyja
Die Gęsia Szyja ist ein Berg in der polnischen Hohen Tatra mit einer Höhe von 1489 m n.p.m.

## Lage und Umgebung
Unterhalb des Gipfels liegen die Täler Dolina Suchej Wody Gąsienicowej im Norden und Dolina Waksmundzka sowie Dolina Filipka im Süden. 
Vom Gipfel des Koszysta wird die Gęsia Szyja durch den Bergpass Rówień Waksmundzka getrennt. Unterhalb des Gipfels liegt die Alm Rusinowa Polana.

## Etymologie
Der Name Gęsia Szyja lässt sich als Gänsehals übersetzen. Er spielt auf die Form des Gipfels an, der die Góralen an einen schlanken Gänsehals erinnert hat.

## Tourismus
Die Gęsia Szyja ist bei Wanderern beliebt, da sie leicht zu besteigen ist. Auf den höchsten Punkt des Gipfels führt ein Wanderweg von der Alm Rusinowa Polana.

### Routen zum Gipfel
Auf den Gipfel führt ein Höhenweg: 
- ▬ Der grün markierte Wanderweg von dem Berg Wierchporoniec über den Gipfel Goły Wierch auf die Alm Rusinowa Polana auf den Gipfel und weiter ins Tal Dolina Gąsienicowa. Als Ausgangspunkt eignen sich die Schutzhütten Schronisko PTTK w Dolinie Roztoki und Schronisko PTTK Murowaniec.

## Belege
- Zofia Radwańska-Paryska, Witold Henryk Paryski, Wielka encyklopedia tatrzańska, Poronin, Wyd. Górskie, 2004, ISBN 83-7104-009-1.
- Tatry Wysokie słowackie i polskie. Mapa turystyczna 1:25.000, Warszawa, 2005/06, Polkart ISBN 83-87873-26-8.